# وارمزن
وارمزن (به آلمانی: Warmsen) یک شهر در آلمان است که در نینبورگ واقع شده‌است. وارمزن ۳٬۵۵۷ نفر جمعیت دارد.